# Butterfly World (Hertfordshire)
El proyecto Butterfly World de Hertfordshire es una atracción en desarrollo ubicado en Chiswell Green, cerca de St Albans, Hertfordshire, dedicado al conocimiento sobre las mariposas.

## Lanzamiento
El proyecto fue iniciado por el lepidopterista Clive Farrell en 2008 en la Royal Society en Londres. Farrell aseguró que tenía a múltiples futuros colaboradores, entre ellos el naturalista David Attenborough, el profesor David Bellamy, Alan Titchmash, la actriz Emilia Fox y la baronesa Helena Kennedy.
- Datos: Q5002964
- Multimedia: Butterfly World, Hertfordshire / Q5002964